# Слейд, Уильям
Уильям Слейд (англ. William Slade; 11 мая 1873 — 30 сентября 1941) — британский полицейский и перетягиватель каната, бронзовый призёр летних Олимпийских игр 1908.
На Играх 1908 в Лондоне Слейд участвовал в турнире по перетягиванию каната, в котором его команда заняла третье место.